# Judge Reinhold
Edward Ernest "Judge" Reinhold, Jr, född 21 maj 1957 i Wilmington, Delaware, är en amerikansk skådespelare.
Reinhold är främst känd för rollen som Billy Rosewood i Snuten i Hollywood-filmerna.

## Filmografi (urval)
- 1981 – Lumparkompisar
- 1982 – Häftigt drag i plugget
- 1984 – Gremlins
- 1984 – Snuten i Hollywood
- 1987 – Snuten i Hollywood II
- 1992 – Four Eyes and Six-Guns
- 1994 – Snuten i Hollywood III
- 1994 – Seinfeld (TV-serie) (avsnittet The Raincoats)
- 1994 – Nu är det jul igen
- 1999 – My Brother the Pig
- 2000 – Beethovens trea
- 2001 – Beethovens fyra
- 2002 – Nu är det jul igen 2
- 2008 – Swing Vote
- 2009 – Dr. Dolittle: Million Dollar Mutts
- 2024 – Snuten i Hollywood: Axel F